# Psychopathographie Adolf Hitlers

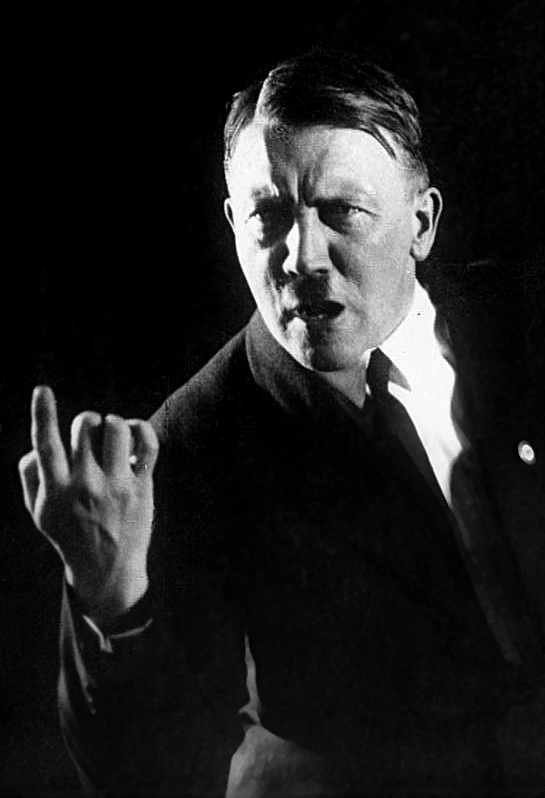
Hitler in seiner typischen Rednerpose (1927)

Die Psychopathographie Adolf Hitlers vereint diejenige psychiatrische (pathographische) Fachliteratur, die die These behandelt, Adolf Hitler (1889–1945) sei psychisch erkrankt gewesen.
Bereits zu seinen Lebzeiten, aber auch weit über seinen Tod hinaus wurde Hitler immer wieder mit klinisch relevanten Störungsbildern wie Hysterie, Psychopathie oder megalomaner und paranoider Schizophrenie in Verbindung gebracht. Unter den Psychiatern und Psychoanalytikern, die bei Hitler eine psychische Störung diagnostiziert haben, befinden sich namhafte Persönlichkeiten wie Walter C. Langer und Erich Fromm. Andere Forscher, wie Fritz Redlich, haben in ihren Untersuchungen im Gegenteil den Eindruck gewonnen, dass Hitler nicht psychisch gestört war.

## Problematik der Psychopathographie und der Hitler-Psychopathographie
Dem öffentlichen Interesse entsprechend, das der Privatperson Hitler bis heute entgegengebracht wird, erzielen Hitler-Psychopathographien Medienwirksamkeit. Die Pathographie ist in der Psychiatrie jedoch nicht nur schlecht beleumundet, sondern gilt auch als unethisch. Auf die Problematik einer Diagnostik ex post, bei der das wichtigste Mittel der Befunderhebung – die psychiatrische Exploration – nicht möglich ist, wurde schon oft hingewiesen; Hans Bürger-Prinz urteilte sogar, dass jegliche Ferndiagnostik außergewöhnlicher Persönlichkeiten einen „verhängnisvollen Missbrauch der Psychiatrie“ darstelle. Wie fehleranfällig die Methode ist, lässt sich bereits angesichts der erheblichen Bandbreite von psychiatrisch relevanten Störungen erahnen, die Hitler nach und nach zugeschrieben worden sind. Kennzeichnend für die Problematik vieler der im Folgenden aufgeführten Pathographien ist auch eine fehlende oder grob verkürzte Auseinandersetzung mit der Fülle von Publikationen, die andere Autoren zu diesem Thema bereits vorgelegt haben.
Im Falle von Hitler birgt die Psychopathographie besondere Probleme. Erstens müssen Autoren, die über Hitlers persönlichste Angelegenheiten schreiben, mit der Gefahr umgehen, dass ein voyeuristisches Lesepublikum ihnen unkritisch jede noch so dünn belegte Spekulation abnimmt – so wie dies etwa im Falle von Lothar Machtans Buch Hitlers Geheimnis (2001) geschehen ist.
Noch schwerer wiegt zweitens die von einigen Autoren vorgebrachte Warnung, dass eine Pathologisierung Hitlers dazu führen könne, ihn wenigstens zum Teil von seiner Verantwortung zu entbinden.
Andere haben befürchtet, dass sich durch eine Pathologisierung beziehungsweise Dämonisierung Hitlers umgekehrt leicht alle Schuld auf den wahnsinnigen Diktator verlagern lasse, während die irregeleiteten „Massen“ und die Machteliten, die ihm zugearbeitet hatten, entlastet würden.
Berühmt geworden ist Hannah Arendts Wort von der „Banalität des Bösen“; im Hinblick auf Adolf Eichmann hat sie 1963 geurteilt, dass psychische Normalität und die Fähigkeit zum Massenmord bei einem nationalsozialistischen Täter überhaupt kein Widerspruch seien.
In einer 2015 erschienenen Biografie hat zuletzt Peter Longerich herausgearbeitet, wie Hitler seine politischen Ziele als starker Diktator, also mit Durchsetzungskraft, hoher Risikobereitschaft und unumschränkter Gewalt umgesetzt hat. Einige Autoren haben grundsätzlich den Sinn von Versuchen in Frage gestellt, Hitler – zum Beispiel mit psychologischen Mitteln – zu erklären. Am weitesten ging dabei Claude Lanzmann, der solche Versuche als „obszön“ bezeichnete, sie als der Holocaustleugnung benachbart empfand und nach der Fertigstellung seines Films Shoah (1985) immer wieder scharf angriff; besonders kritisierte er Rudolph Binion, in dessen Schrift er den Versuch sah, Hitler nicht nur zu erklären, sondern geradezu zu entlasten.
Wie etwa Jan Ehrenwald (1978) aufgezeigt hat, ist in der Psychiatrie häufig die Frage vernachlässigt worden, wie ein möglicherweise psychisch gestörter Hitler diejenige große und begeisterte Anhängerschaft habe gewinnen können, die seine Politik bis 1945 mitgetragen hat. Hans-Ulrich Wehler hat wiederholt kritisiert, dass psychohistorische Untersuchungen, die historische Aspekte vernachlässigen, generell wenig Wert besitzen können. Manche Autoren haben darauf hingewiesen, dass es selbst im Falle einer so schwerwiegenden Krankheit wie der Schizophrenie Beispiele von Betroffenen gebe, die eine Anhängerschaft gefunden und außerordentlich stark beeinflusst haben (Charles Manson, Jim Jones). Bereits früh wurde auch die Position vertreten, dass Hitler seine Psychopathologie durchaus im Griff gehabt und seine Symptome sogar bewusst eingesetzt habe, um die Gefühle seines Publikums wirkungsvoll zu nutzen. Wieder andere Autoren haben vermutet, dass Hitlers Anhängerschaft selbst psychisch gestört gewesen sei; Nachweise für diese These fehlen bisher. Eine Annäherung an die Frage, wie Hitlers individuelle Psychopathologie mit dem Enthusiasmus seiner Gefolgschaft verzahnt gewesen sein könnte, wurde erstmals 2000 von dem interdisziplinären Autorenteam Matussek/Matussek/Marbach versucht.

## Hysterie

### Hitler im Reservelazarett Pasewalk (1918)
Es ist bislang nicht nachgewiesen, ob Hitler jemals von einem Psychiater untersucht wurde. Oswald Bumke, Psychiater und Zeitgenosse Hitlers, geht davon aus, dass dies niemals der Fall war. Der einzige Psychiater, dem Hitler nachweislich persönlich begegnet ist, war der Münchner Professor Kurt Schneider – er war jedoch nicht Hitlers Arzt. Während ärztliche Dokumente erhalten sind, die Rückschlüsse auf Hitlers körperlichen Gesundheitszustand erlauben, fehlen psychiatrische Unterlagen vollständig, die eine Beurteilung seines psychischen Zustandes ermöglichen würden.
Im Mittelpunkt der Spekulationen um eine mögliche psychiatrische Bewertung Hitlers zu seinen Lebzeiten steht sein Aufenthalt im Schützenhaus Pasewalk Ende 1918. Hitler gelangte nach einer Senfgasvergiftung, die er sich in einer Abwehrschlacht in Flandern zuzog, in dieses Lazarett. In Mein Kampf erwähnt er diesen Lazarettaufenthalt im Zusammenhang mit seiner schmerzhaften vorübergehenden Erblindung und mit dem „Unglück“ und „Wahnsinn“ von Novemberrevolution und Kriegsniederlage, wovon er während seiner Genesung Kenntnis erhalten und was eine erneute Erblindung ausgelöst habe. Hitler und seine frühen Biographen verschafften diesem Erblindungs-Rückfall große Aufmerksamkeit, da er auf publikumswirksame Weise den Wendepunkt benennt, an dem sich Hitler berufen gefühlt habe, Politiker zu werden.
Jedoch urteilten bereits unter den zeitgenössischen Psychiatern manche, dass ein solcher Rückfall, der organisch nicht zu erklären gewesen wäre, als hysterisches Symptom beschrieben werden müsse. Die Hysteriediagnose hatte ihre größte Popularität mit Sigmund Freuds Psychoanalyse, war in den 1930er und 1940er Jahren aber immer noch gebräuchlich. Ausfälle der Sinnesorgane zählten, neben einem egozentrischen und theatralischen Verhalten, zu den typischen Symptomen. So soll der bedeutende Psychiater Karl Wilmanns in einer Vorlesung geäußert haben: „Hitler hat im Anschluß an seine im Feld erlittene Verschüttung eine hysterische Reaktion gehabt.“ Wilmanns verlor daraufhin 1933 seine Stellung. Wegen ähnlicher Äußerungen erlitt auch Hans Walter Gruhle berufliche Nachteile. In der modernen Psychiatrie ist der Ausdruck „Hysterie“ nicht mehr gebräuchlich; entsprechende Störungsbilder werden heute zumeist einer dissoziativen Störung oder einer histrionischen Persönlichkeitsstörung zugeschrieben.
Über Hitlers Lazarettaufenthalt ist wenig bekannt. Strittig ist bereits, welche Beschwerden bei ihm in Pasewalk festgestellt wurden. Hitlers Krankenblatt, das eine Diagnose bestätigen oder widerlegen könnte, galt bereits Ende der 1920er Jahre als verschollen und ist auch später nie wieder aufgetaucht. Dennoch nahmen sich zum Beispiel die Autoren der 1992 erschienenen jüngsten Auflage des Sammelwerkes Genie, Irrsinn und Ruhm die Freiheit anzugeben, dass bei Hitler neben körperlichen Erkrankungen (Parkinson, Enzephalitis beziehungsweise Syphilis mit Erblindung) auch eine ganze Reihe psychiatrischer Befunde festgehalten worden sei, darunter eine paranoide Persönlichkeitsakzentuierung mit Verfolgungs- und Größenwahn, narzisstischer und „hysterischer“ Psychopathie mit hysterischer Blindheit beziehungsweise hysterischer Parese, Schizoidie bis hin zu paranoider Schizophrenie mit Leichengifthalluzinationen, Zönästhesien, Bazillophobie, Verfolgungs- und Begnadungswahn. Nachweise werden indes nicht aufgeführt.

#### A Psychiatric Study of Hitler (1943)
Der Geheimdienst des US-Kriegsministeriums (OSS) sammelte während des Zweiten Weltkrieges Informationen über die Persönlichkeit Hitlers und beauftragte 1943 ein Forscherteam unter der Leitung von Walter C. Langer, psychologische Berichte zu erarbeiten. In einem dieser Berichte, der den Titel „A Psychiatric Study of Hitler“ trug, wurde die These entwickelt, dass Hitler in Pasewalk von dem Psychiater Edmund Forster behandelt worden sei, der 1933 aus Angst vor Repressionen Suizid begangen habe. Ausgangspunkt des Berichtes waren Auskünfte des Psychiaters Karl Kroner, der ebenfalls 1918 in dem Lazarett tätig war. Kroner bestätigte insbesondere, dass Forster Hitler untersucht und ihm die Diagnose „Hysterie“ gestellt habe. Wiederentdeckt wurde der bis dahin unter Verschluss gehaltene Bericht Anfang der 1970er Jahre von dem amerikanischen Hitler-Biographen John Toland.

#### Ich, der Augenzeuge (1963)
Der österreichische Arzt und Schriftsteller Ernst Weiß schrieb 1939 im französischen Exil den Roman Ich, der Augenzeuge, der in Form einer erdachten ärztlichen Autobiographie von der „Heilung“ eines „hysterischen“ Kriegsblinden A. H. aus Braunau in einem Armeelazarett Ende 1918 berichtet. Weil die Kenntnisse des Arztes den Nazis gefährlich werden könnten, wird er 1933 in ein KZ gebracht und erst freigelassen, nachdem er die Krankenunterlagen herausgibt.
Der Autor Weiß musste wegen seines jüdischen Glaubens befürchten, deportiert zu werden, und beging nach dem Einmarsch der deutschen Truppen in Paris Suizid; sein Roman wurde erst 1963 veröffentlicht. Seine Kenntnisse über Hitlers Lazarettaufenthalt verdankte Weiß der zeitgenössischen biographischen Literatur. Möglicherweise war er in Paris auch dem ebenfalls exilierten Hitler-Biographen Konrad Heiden begegnet. Für die später formulierte These, dass die im Roman vorgenommene Darstellung von Hitlers psychischer Störung und Heilung keine Fantasie sei, sondern auf Insiderkenntnissen beruhe, konnten bis heute keine Nachweise beigebracht werden.

#### Thesenbildung
Zahlreiche Forscher und Autoren haben – dem Roman folgend – die in dem Geheimdienstbericht formulierten Vermutungen bis zu einer vermeintlich gesicherten Hypnosetherapie Hitlers durch Forster fortentwickelt. Diese Rekonstruktionsversuche sind nicht nur deshalb fragwürdig, weil sie alternative Deutungen von vornherein ausschließen. Sie gehen auch nur flüchtig auf den historischen Zusammenhang ein und übersehen sogar, dass Forster ein Hysteriekonzept vertrat, das ihn andere Behandlungsmethoden als die Hypnose hätte vorziehen lassen.
- Rudolph Binion, Historiker an der Brandeis University, hält die vermeintliche Hysteriediagnose für einen Fehlschluss, entwickelte die in der Geheimdienstakte formulierten Thesen in seinem 1976 erschienenen Buch Hitler among the Germans jedoch fort. Binion vermutet, dass Weiß Forster persönlich getroffen und von ihm eine Abschrift des Krankenblattes erhalten hatte, die er seinem Roman dann zugrunde legte. Dem Roman folgend, nimmt Binion dann an, dass Forster den erblindeten, fanatischen Hitler einer Suggestionsbehandlung unterzogen und sich später, nach seiner Suspendierung vom Staatsdienst und aus Angst vor Verfolgung durch die Gestapo, selbst getötet habe.[34] Binions Vermutungen liegen jedoch kaum andere „Beweise“ zugrunde als die Überlieferungen Forsters, wobei nicht einmal sicher nachgewiesen wurde, in welcher Form Forster Kontakt zu Hitler hatte.[26]
- David E. Post, forensischer Psychiater an der Louisiana State University, veröffentlichte 1998 einen Aufsatz, in dem er ohne nachvollziehbare eigene Recherchen die These, dass Forster Hitlers vermeintliche Hysterie mit Hypnose behandelt habe, als erwiesen ansah.[35]
- Teilweise von Binion angeregt, veröffentlichte der britische Neuropsychologe David Lewis 2003 sein Buch The Man Who Invented Hitler, in dem er Forsters Hypnosebehandlung nicht nur als historische Tatsache, sondern auch als Ursache dafür darstellte, dass Hitler sich aus einem gehorsamen Weltkriegssoldaten in einen willensstarken, charismatischen Politiker verwandelt habe. Lewis stilisiert Forster in seinem Buch zum „Schöpfer“ Hitlers.[36]
- Von Binion angeregt ist auch das 2003 erschienene Buch des deutschen Politikpsychologen und emeritierten Professors der Universität Koblenz, Manfred Koch-Hillebrecht, Hitler. Ein Sohn des Krieges. Koch-Hillebrecht versucht Hitler darin eine posttraumatische Belastungsstörung nachzuweisen und beschreibt, wie Forster seinen angeblichen Patienten durch eine Schocktherapie wieder zum einsatzfähigen Soldaten gemacht habe.[37]
- Ebenfalls in Deutschland veröffentlichte 2004 der Jurist und Schriftsteller Bernhard Horstmann sein Sachbuch Hitler in Pasewalk, in dem er schildert, wie Forster Hitler mit einer „genial“ angewandten Hypnose nicht nur von dessen hysterischer Erblindung geheilt, sondern auch mit demjenigen Omnipotenzgefühl und Sendungsbewusstsein erfüllt habe, das Hitler später als Politiker kennzeichnete. Auch in diesem Buch werden keine anderen Beweise vorgebracht als die Handlung von Weiß’ Roman.[38]
- Franziska Lamott, Professorin für Forensische Psychotherapie an der Universität Ulm, schrieb in einem 2006 veröffentlichten Aufsatz: „[…] die in der Krankenakte verbriefte Behandlung des Gefreiten Adolf Hitler durch den Psychiater Prof. Edmund Forster belegt, dass dieser ihn mittels Hypnose von seiner hysterischen Blindheit befreit hatte“.[39]

#### Kritik
Kritische Stellungnahmen zu diesen Thesen erschienen bereits früh, waren, wie der Psychiatriehistoriker Jan Armbruster (Universität Greifswald) urteilt, jedoch nicht stichhaltig genug begründet, wie zum Beispiel im Falle des Journalisten Ottmar Katz, der in seiner Biographie von Hitlers Leibarzt Theo Morell 1982 vermutete, dass Karl Kroner Anlass gehabt haben könnte, dem amerikanischen Geheimdienst einige Unwahrheiten zu berichten. Eine umfassende Plausibilitätsprüfung wurde erstmals 2008 von dem Berliner Psychiater und Psychotherapeuten Peter Theiss-Abendroth vorgenommen. Armbruster demontierte die Thesen von Hitlers Hysteriediagnose und Hypnosetherapie weiter, als er 2009 detailliert aufwies, wie die Geschichte der nicht nachweisbaren Behandlung Hitlers durch Forster von 1943 bis 2006 immer neue Details erhielt, doch nicht durch Auswertung historischer Dokumente immer genauer rekonstruiert, sondern durch Kolportage immer weiter ausgeschmückt wurde. Armbrusters Arbeit bietet damit auch die bis heute umfangreichste Kritik an den methodischen Schwächen vieler Hitler-Pathographien.

### Walter C. Langer (1943)
Einer der wenigen Autoren, die Hitler eine Hysterie-Diagnose stellten, ohne die Pasewalk-Episode und Hitlers angebliche Behandlung durch Forster als Hauptbeweis heranzuziehen, war der amerikanische Psychoanalytiker Walter C. Langer. Langer erarbeitete seine Studie 1943 im Auftrag des US-amerikanischen Militärnachrichtendienstes Office of Strategic Services, OSS. Er und sein Team führten Interviews mit zahlreichen Personen durch, die den amerikanischen Nachrichtendiensten zur Verfügung standen und die Hitler persönlich kannten, und werteten zusätzlich Schriften und Reden Hitlers aus. Sie kamen zu dem abschließenden Urteil, dass Hitler „ein Hysteriker am Rande der Schizophrenie“ sei. Die lange unter Verschluss gehaltene Arbeit wurde 1972 unter dem Titel The Mind of Adolf Hitler publiziert.
Zutreffend war jedenfalls Langers 1943 getroffene Voraussage, Hitler würde sich im Angesicht einer sich deutlich abzeichnenden Niederlage suizidieren. Nur zwei Jahre später trat genau dieser Fall ein (siehe hierzu: Adolf Hitler, Abschnitt: Ende im Bunker.)

## Schizophrenie
Viele Momente in Hitlers persönlichen Überzeugungen und in seinem Verhalten – etwa sein Glaube, er sei vom Schicksal auserwählt worden, das deutsche Volk von dessen vermeintlich gefährlichster Bedrohung, welche in seinen Augen die Juden waren, zu befreien – sind von Psychiatern bereits zu Hitlers Lebzeiten als Anzeichen einer Psychose bzw. Schizophrenie eingestuft worden.

### W. H. D. Vernon (1942) und Henry Murray (1943)
Zu den Ersten, die Hitler mit den klassischen Symptomen der Schizophrenie in Verbindung brachten, zählt der kanadische Psychiater W. H. D. Vernon, der dem deutschen Reichskanzler in einem 1942 veröffentlichten Aufsatz Halluzinationen, Stimmenhören, Verfolgungs- und Größenwahn bescheinigte. Vernon schrieb, Hitlers Persönlichkeitsstruktur dürfe, obwohl sie insgesamt in den Bereich des Normalen falle, als dem paranoiden Typ zugehörig beschrieben werden.
Vernons Fallstudie fand ein Jahr später Aufnahme in eine noch weitaus schärfer formulierte Analyse der Persönlichkeit Hitlers, die Henry Murray erstellte, Psychologe an der Harvard University und wie Walter C. Langer im Auftrag des Nachrichtendienstes des US-Kriegsministeriums tätig. Er gelangte darin zu der Einschätzung, dass Hitler neben hysterischen Anzeichen alle klassischen Symptome einer Schizophrenie aufweise: Hypersensibilität, Panikattacken, irrationale Eifersucht, Verfolgungswahn, Allmachtphantasien, Größenwahn, Glauben an ein messianisches Berufensein und extreme Paranoia. Er verortete ihn im Grenzbereich zwischen Hysterie und Schizophrenie, betonte jedoch, dass Hitler über seine pathologischen Tendenzen beträchtliche Kontrolle besitze und sie bewusst einsetze, um die nationalistischen Gefühle der Deutschen und ihren Hass gegen vermeintliche Verfolger anzufachen. Ebenso wie Walter C. Langer hielt Murray es für wahrscheinlich, dass Hitler nach einem Verlust des Glaubens an sich selbst und an seine „Bestimmung“ Suizid begehen werde.

### Wolfgang Treher (1966)
Pathographien, in denen der Versuch unternommen wird, Hitler eine voll entwickelte Psychose im klinischen Sinne nachzuweisen, bilden in der psychiatrischen Literatur die Ausnahme. Ein Beispiel ist das 1966 erschienene Buch Hitler, Steiner, Schreber des Freiburger Psychiaters Wolfgang Treher. Treher erklärt in diesem Buch, sowohl Rudolf Steiner, dessen Anthroposophie er auf die schizophrene Erkrankung zurückführt, als auch Hitler hätten an Schizophrenie gelitten.
Da es beiden gelungen sei, durch eigene Organisationen (Anthroposophische Gesellschaft bei Steiner – bei Hitler die NSDAP und ihre Gliederungen) mit der „Realität“ in Verbindung zu bleiben, und diese im Rahmen ihrer jeweiligen Möglichkeiten im Sinne ihrer Wahnideen zu beeinflussen, blieb der eigentlich zu erwartende „schizophrene Rückzug“ bei ihnen aus. Nach Treher sind Hitlers Größen- und der damit gekoppelte Verfolgungswahn unübersehbar. Um seine Diagnose zu belegen, analysiert Treher insbesondere Hitlers Buch „Mein Kampf“, als auch seine vielen Reden und Proklamationen. Treher präsentiert vor allem „normalpsychologisch“ vollkommen unverständliche Äußerungen von Hitler wie z. B. folgende: „Unsere Toten sind alle wieder lebend geworden. Sie marschieren nicht nur im Geiste, sondern lebendig mit uns mit.“

### Edleff Schwaab (1992)
Der klinische Psychologe Edleff Schwaab veröffentlichte 1992 seine Psychobiographie Hitler’s Mind, in dem er die Vorstellungswelt Hitlers – besonders dessen Obsession mit der vermeintlichen Bedrohung durch die Juden – als Resultat einer Paranoia beschreibt. Als Ursache für diese Störung vermutet Schwaab eine traumatische Kindheit, die im Schatten einer depressiven Mutter und eines tyrannischen Vaters gestanden habe.

### Paul Matussek, Peter Matussek, Jan Marbach (2000)
Das 2000 erschienene Buch Hitler – Karriere eines Wahns ist eine gemeinsame Arbeit des Psychiaters Paul Matussek, des Medienwissenschaftlers Peter Matussek und des Soziologen Jan Marbach, in der sie mit der Tradition einer eindimensional psychiatrischen Pathographie zu brechen versuchen und sich um einen interdisziplinären Zugang bemühen, bei dem auch sozialgeschichtliche Dimensionen berücksichtigt werden sollen. Im Zentrum ihrer Untersuchung steht darum nicht so sehr eine Rekonstruktion von Hitlers persönlicher Psychopathologie, sondern vielmehr eine Beschreibung der Wechselwirkungen zwischen den individuellen und kollektiven Anteilen an der Dynamik des Hitlerwahns, also des Resonanzverhältnisses zwischen Hitlers – mit psychotischen Symptomen aufgeladener – Führerrolle einerseits und der Faszination andererseits, die diese Rolle bei seinen Anhängern ausgeübt hat. Die Autoren kommen zu dem Schluss, dass die nationalsozialistischen Verbrechen zwar Ausdruck von Wahnsinn gewesen seien, jedoch eines Wahnsinns, der so stark öffentlich akzeptiert worden sei, dass der Psychotiker Hitler und seine Anhänger sich in ihrer „wahnsinnigen“ Weltsicht gegenseitig stabilisiert hätten.

### Frederic L. Coolidge, Felicia L. Davis, Daniel L. Segal (2007)
Die methodisch aufwändigste psychologische Bewertung Hitlers nahm 2007 ein Forscherteam der University of Colorado vor. Diese Untersuchung unterscheidet sich von allen früheren nicht nur durch eine offene, explorative Fragestellung, bei der systematisch geprüft wurde, auf welche psychischen Störungen Hitlers Verhalten möglicherweise hingewiesen hat und auf welche nicht; es war auch die erste Hitler-Pathographie, die konsequent empirisch angelegt war. Die beteiligten Psychologen und Historiker sammelten überlieferte Berichte von Personen, die Hitler gekannt hatten, und werteten diese nach Maßgabe eines selbst entwickelten diagnostischen Instrumentariums aus, mit dem ein breites Spektrum von Persönlichkeits-, klinischen und neuropsychologischen Störungen gemessen werden kann. Hitler wies laut dieser Studie starke Züge von paranoider Schizophrenie, aber auch von antisozialen, sadistischen und narzisstischen Persönlichkeitsstörungen und einer ausgeprägten posttraumatischen Belastungsstörung auf.

### Mögliche organische Auslöser psychotischer Symptome
Wiederholt haben Wissenschaftler nach möglichen organischen Ursachen für die in der Literatur beschriebenen psychotischen Symptome Hitlers gesucht, so zum Beispiel der Psychiater Günter Hesse, der davon überzeugt ist, dass Hitler auch an Spätfolgen der im Ersten Weltkrieg erlittenen Gasvergiftung gelitten habe.

#### Parkinson-Krankheit
Nach Ernst Günther Schenck stellte unter anderen auch die Kölner Neurologin und Psychiaterin Ellen Gibbels im Rahmen ihrer Beschäftigung mit der Parkinson-Krankheit Überlegungen an, ob Hitler an dieser Krankheit gelitten haben könnte. 1994 veröffentlichte sie zudem einen Aufsatz, in dem sie der Frage nachging, ob seine Nervenkrankheit Hitler auch psychisch beeinträchtigt habe.

#### Syphilis
Hitlers Gliederzittern in den letzten Lebensjahren, das Gibbels in den späten 1980er Jahren unter weiter Anerkennung der Forschungsgemeinschaft auf eine Parkinson-Erkrankung zurückführte, ist wiederholt auch als Symptom einer fortgeschrittenen Syphiliserkrankung gedeutet worden, zuletzt von der amerikanischen Historikerin Deborah Hayden. Hayden bringt die progressive syphilitische Paralyse, an der Hitler nach ihrer Auffassung seit 1942 gelitten habe, mit seinem geistigen Niedergang in diesen letzten Lebensjahren in Zusammenhang, insbesondere mit seinen „paranoiden Zornausbrüchen“. Der Mediziner Fritz Redlich berichtet hingegen, es lägen keinerlei Hinweise dafür vor, dass Hitler Syphilis gehabt habe. Bereits 1936 wurde Dr. Morell von Hitler als Leibarzt gewählt, Morell war Facharzt für Haut- und Geschlechtskrankheiten.

#### Amphetamin-Missbrauch
Der Psychiater Leonard L. Heston von der University of Minnesota und die Krankenschwester Renate Heston berichten in ihrem 1980 erschienenen Buch The Medical Case Book of Adolf Hitler, für das sie eine Fülle von Krankenberichten sichteten, dass Hitler in seinen letzten Lebensjahren regelmäßig Amphetamine (insbesondere Pervitin) eingenommen und gespritzt bekommen habe, stimulierende Drogen, zu deren möglichen Nebenwirkungen psychotische Symptome wie zum Beispiel paranoide Wahnvorstellungen gehören. Einen Versuch, Hitlers Verhalten als Folge von Drogen zu erklären, hat auch Norman Ohler in seinem 2015 erschienenen Werk Der totale Rausch unternommen, das – wie Helena Barop in der Zeit rezensiert hat – durch eine „Vermischung von sensationshungrigem Hitler-Voyeurismus und wissenschaftlicher Sachbuchpose“ gekennzeichnet sei.

## Psychopathie/Antisoziale Persönlichkeitsstörung
Angesichts der Unmenschlichkeit seiner Verbrechen wurde Hitler bereits früh auch mit der „Psychopathie“ in Verbindung gebracht, einer schweren Persönlichkeitsstörung, deren wichtigste Symptome ein weitgehendes oder vollständiges Fehlen von Empathie, sozialer Verantwortung und Gewissen sind. Der biologisch determinierte Begriff spielt in der psychiatrischen Forensik heute immer noch eine Rolle, in den modernen medizinischen Klassifikationssystemen (DSM-IV und ICD-10) kommt er jedoch nicht mehr vor; bei entsprechenden Störungsbildern spricht man dort von einer antisozialen Persönlichkeitsstörung. Die Symptomatik ist allerdings selten, und anders als im populären Diskurs, wo die Einstufung von Hitler als „Psychopath“ bis heute zu den Gemeinplätzen gehört, haben Psychiater ihm die Diagnose „Psychopathie“ beziehungsweise „antisoziale Persönlichkeitsstörung“ nur gelegentlich gestellt.

### Gustav Bychowski (1948)
Eine der frühesten Hitler-Pathographien, in der nicht nur psychologische, sondern auch historische und soziologische Aspekte berücksichtigt werden, ist in dem 1948 veröffentlichten Sammelband Dictators and Disciples des polnisch-amerikanischen Psychiaters Gustav Bychowski enthalten. Bychowski fragt darin nach den Gemeinsamkeiten historischer Persönlichkeiten, die erfolgreich einen Staatsstreich durchgeführt haben. Er vergleicht Hitler mit Julius Caesar, Oliver Cromwell, Robespierre und Josef Stalin und kommt zu dem Ergebnis, dass diese Männer eine Fülle von Zügen aufweisen, die als „psychopathisch“ einzustufen seien, wie zum Beispiel die Tendenz, Impulse auszuagieren oder eigene feindselige Impulse auf andere Personen oder Gruppen zu projizieren.
Diesen sozialpsychologischen Denkansatz hatte ab 1928 der Psychiater Wilhelm Lange-Eichbaum bekanntgemacht.

### Desmond Henry, Dick Geary, Peter Tyrer (1993)
Das interdisziplinäre britische Autorenteam Desmond Henry, Dick Geary und Peter Tyrer veröffentlichte 1993 einen Aufsatz, in dem sie ihre gemeinsame Auffassung darlegten, Hitler habe an einer antisozialen Persönlichkeitsstörung im Sinne der ICD-10 gelitten. Der Psychiater Tyrer war davon überzeugt, dass bei Hitler darüber hinaus auch Merkmale von Paranoia und einer histrionischen Persönlichkeitsstörung vorlagen.

## Tiefenpsychologische Perspektiven
Einige Autoren, die einer tiefenpsychologischen Lehre wie zum Beispiel der psychoanalytischen Schule Sigmund Freuds angehören, waren weniger als ihre psychiatrisch orientierten Kollegen daran interessiert, bei Hitler eine bestimmte klinische Störung zu diagnostizieren, als vielmehr daran, sein ungeheuerlich destruktives Verhalten zu erklären, wobei als Motoren, die menschliches Verhalten und die Entwicklung eines Charakters antreiben, bei den tiefenpsychologischen Konzepten vor allem unbewusste Prozesse vermutet werden. Da diese in der frühen Jugend wurzeln, steht im Mittelpunkt dieser Arbeiten meist der Versuch, das Szenario von Hitlers Kindheit und Jugend bzw. der Familie Hitler zu rekonstruieren. Manche Autoren, wie etwa Gerhard Vinnai, gehen dabei über eine rein tiefenpsychologische Analyse weit hinaus.

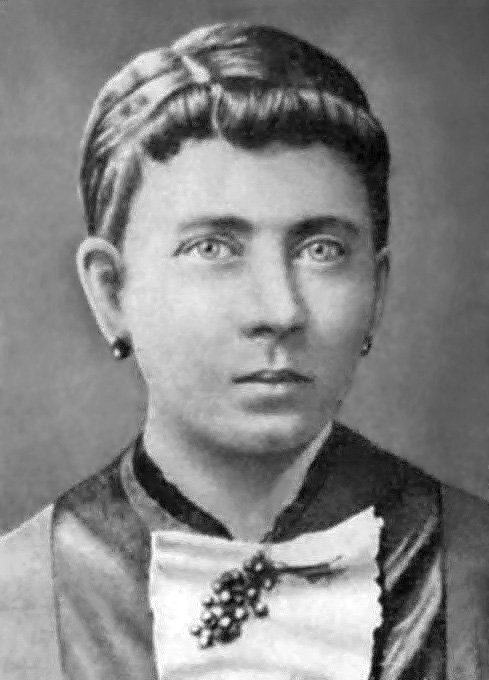
Klara Hitler, geb. Pölzl, die Mutter

### Erich Fromm (1973)
Eine der bekanntesten Hitler-Pathographien präsentierte der deutsch-amerikanische Psychoanalytiker Erich Fromm in seinem 1973 veröffentlichten Buch Anatomie der menschlichen Destruktivität. Fromm versucht darin, die Ursachen menschlicher Gewalttätigkeit zu bestimmen. Seine Kenntnisse über die Person Hitlers entnimmt er dem Erlebnisbericht von Hitlers Jugendfreund August Kubizek (1953), der Hitler-Biographie von Werner Maser (1971) und vor allem einer Arbeit von Bradley F. Smith über Hitlers Kindheit und Jugend.
Im Zentrum dieser Pathographie Hitlers, die weitgehend Sigmund Freuds Konzept der Psychoanalyse folgt, steht die These, dass Hitler ein unreifer, selbstbezogener Träumer gewesen sei, der nicht seinen kindlichen Narzissmus überwunden und die Erniedrigungen, denen er infolge seiner mangelnden Realitätsanpassung ausgesetzt gewesen sei, mit Zerstörungslust („Nekrophilie“) zu bewältigen versucht habe. Die Zeugnisse dieser Lust – unter anderem der sogenannte Nerobefehl – seien so ungeheuerlich, dass man davon ausgehen müsse, dass Hitler nicht nur destruktiv gehandelt habe, sondern von einem destruktiven Charakter getrieben gewesen sei.

### Helm Stierlin (1975)
Der deutsche Psychoanalytiker und Familientherapeut Helm Stierlin publizierte 1975 sein Buch Adolf Hitler. Familienperspektiven, in dem er ähnlich wie Fromm die Frage nach den psychischen und motivationalen Grundlagen für Hitlers Aggressivität und Zerstörungsleidenschaft stellt. Im Mittelpunkt seiner Untersuchung steht die Beziehung Hitlers zu seiner Mutter Klara Hitler, die ihren Sohn nach Stierlins Auffassung delegiert hat, Ansprüche zu erfüllen, die ihren eigenen frustrierten Hoffnungen entsprachen, aber auch für den Sohn unmöglich zu befriedigen waren.

### Alice Miller (1980)

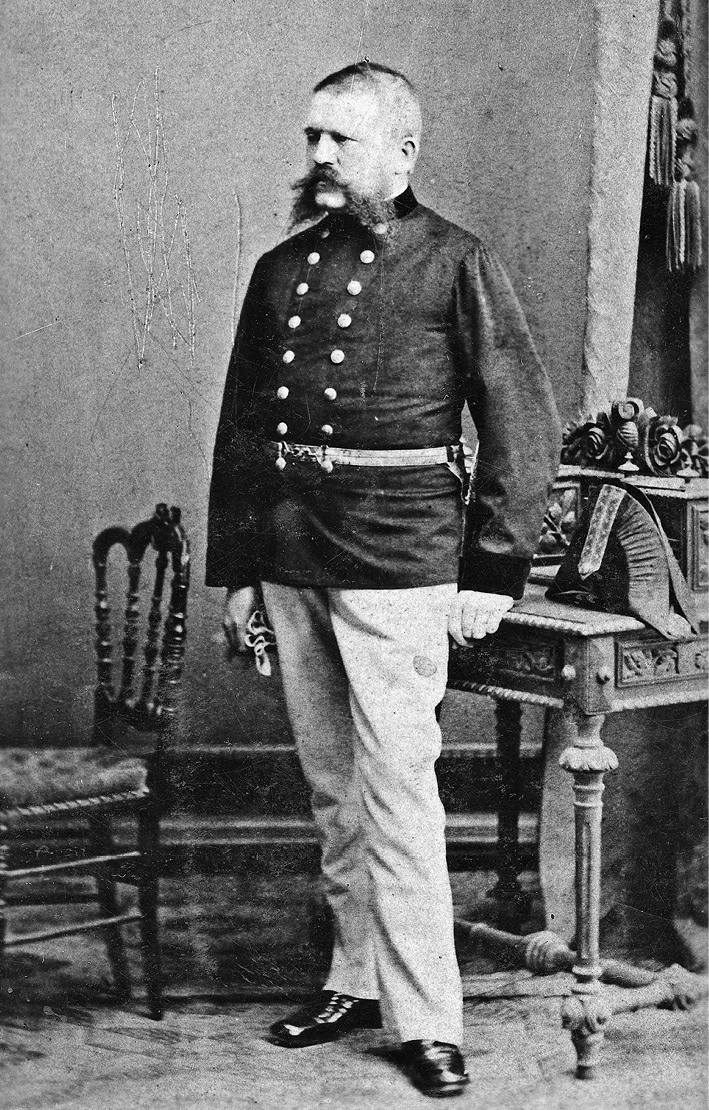
Alois Hitler, der Vater

Die schweizerische Kindheitsforscherin Alice Miller hat Adolf Hitler einen Abschnitt in ihrem 1980 veröffentlichten Buch Am Anfang war Erziehung gewidmet, wobei sie ihre Kenntnisse über die Person Hitlers vor allem biographischen und pathographischen Arbeiten wie denen von Rudolf Olden (1935), Konrad Heiden (1936/37), Franz Jetzinger (1958), Joachim Fest (1973), Helm Stierlin (1975) und John Toland (1976) entnimmt. Miller ist davon überzeugt, dass Hitlers von einem autoritären und oft brutalen Vater, Alois Hitler, dominiertes Elternhaus als „Prototyp eines totalitären Regimes“ charakterisiert werden könne und dass es die demütigende und erniedrigende Behandlung und die Prügel waren, die Hitler als Kind von seinem Vater erlitten hat, die aus ihm die hassvolle und zerstörerische Persönlichkeit gemacht haben, unter der später Millionen von Menschen leiden mussten. Auch die Mutter Klara sei kaum in der Lage gewesen, sich ihrem Sohn liebevoll zuzuwenden. Hitler habe sich mit dem tyrannischen Vater bereits früh identifiziert und das Trauma seines Elternhauses auf Deutschland übertragen, wobei die Zeitgenossen ihm deshalb willig gefolgt seien, weil ihre Kindheiten ähnlich verlaufen seien.
Miller wies auch auf eine mögliche psychische Störung von Johanna Pölzl, der eigensinnigen Schwester von Klara Hitler, hin, die mit der Familie während Hitlers gesamter Kindheit zusammenlebte. Nach Aussagen von Zeitzeugen war die „Hanni-Tante“, die bereits 1911 verstarb, entweder schizophren oder debil.

### Norbert Bromberg, Verna Volz Small (1983)
Eine weitere Psychopathographie haben 1983 der New Yorker Psychoanalytiker Norbert Bromberg (Albert Einstein College of Medicine) und die Schriftstellerin Verna Volz Small vorgelegt. In diesem Buch, das den Titel Hitler’s Psychopathology trägt, begründen Bromberg und Small ihre Überzeugung, dass viele von Hitlers Selbstzeugnissen und Taten als Ausdruck einer ernsthaften Persönlichkeitsstörung zu werten seien. Bei der Untersuchung seiner familiären Herkunft, seiner Kindheit und Jugend und seines Verhaltens als Erwachsener, Politiker und Machthaber finden sie zahlreiche Hinweise, dass Hitler sowohl dem Störungsbild einer narzisstischen Persönlichkeit als auch dem einer Borderline-Persönlichkeit entsprochen habe (siehe auch Abschnitt unten). Brombergs und Smalls Arbeit ist vorgeworfen worden, sie basiere auf unzuverlässigen Quellen und behandle darum unter anderem auch die Frage nach Hitlers vermuteter Homosexualität allzu spekulativ.
Die Auffassung, dass Hitler eine narzisstische Persönlichkeitsstörung hatte, war nicht neu; z. B. hatte Alfred Sleigh sie schon 1966 vertreten.

### George Victor (1999)
Der Psychotherapeut George Victor, dessen Interesse besonders dem Antisemiten Hitler gilt, vermutet in seinem 1999 veröffentlichten Buch Hitler: The Pathology of Evil, Hitlers schwerwiegende Persönlichkeitsstörung – sein Selbsthass und insbesondere sein Hass auf die Juden – habe ihren Ursprung in den Misshandlungen, die er als Kind durch seinen Vater erlitten habe, von dem Hitler geglaubt habe, dass er von Juden abstamme.

### Béla Grunberger, Pierre Dessuant (2000)
Die französischen Psychoanalytiker Béla Grunberger und Pierre Dessuant haben Hitler einen Abschnitt in ihrem 2000 erschienenen Buch Narzißmus, Christentum, Antisemitismus gewidmet. Ebenso wie Fromm, Bromberg und Small interessieren sie sich besonders für Hitlers Narzissmus, dem sie durch eine detaillierte Ausdeutung von Hitlers Sexualpraktiken und Verstopfungsproblemen auf die Spur zu kommen versuchen.

## Posttraumatische Belastungsstörung

### Theodore Dorpat (2003)
Theodore Dorpat, niedergelassener Psychiater in Seattle, schrieb Hitler eine komplexe posttraumatische Belastungsstörung zu. In seinem 2003 veröffentlichten Buch Wounded Monster schreibt Dorpat, dass die Störung bei Hitler bereits im Alter von 11 Jahren manifest gewesen sei, und nennt als Ursachen Hitlers chronisches Kindheitstrauma (die körperliche und seelische Misshandlung durch den Vater und das erzieherische Versagen der depressiven Mutter) und ein im Ersten Weltkrieg über Jahre hinweg erlittenes Fronttrauma. Beides erkläre, dass Hitler anschließend weder für soziale noch für intellektuelle oder berufliche Bestrebungen vorbereitet gewesen sei. Dorpat arbeitet auch den Zusammenhang zwischen der Traumatisierung und den Persönlichkeitszügen heraus, die für Hitler später so kennzeichnend waren, wie seine Sprunghaftigkeit, seine Böswilligkeit, der sadomasochistische Charakter seiner menschlichen Beziehungen, seine menschliche Gleichgültigkeit und sein Vermeiden von Scham.

### Gerhard Vinnai (2004)
Einen psychoanalytischen Ausgangspunkt hat auch die 2004 veröffentlichte Arbeit Hitler – Scheitern und Vernichtungswut des Sozialpsychologen Gerhard Vinnai. Vinnai unterzieht darin Hitlers Buch Mein Kampf einer tiefenpsychologischen Deutung und versucht zu rekonstruieren, wie Hitler vor dem Hintergrund seiner Kindheit und Jugend seine Erfahrungen im Ersten Weltkrieg verarbeitet habe. Ähnlich wie Theodore Dorpat, dessen Buch ein Jahr zuvor erschienen war (siehe weiter unten), führt Vinnai das zerstörerische Potential in Hitlers Psyche nicht so sehr auf frühkindliche Erlebnisse, sondern vor allem auf eine Traumatisierung zurück, die Hitler als Soldat im Ersten Weltkrieg erlitten habe (siehe auch Kriegstrauma). Davon war ein erheblicher Teil der deutschen Bevölkerung betroffen (nicht allein Adolf Hitler); Vinnai verlässt den psychoanalytischen Diskurs und äußert sich zu sozialpsychologischen Fragen, etwa dazu, wie Hitlers Traumatisierung in sein politisches Weltbild eingegangen ist und warum er damit Menschenmassen faszinieren konnte.

## Isolierte Positionen
Thesen wie die, dass Hitlers Persönlichkeit und sein Verhalten Züge einer histrionischen oder antisozialen Persönlichkeitsstörung oder von Schizophrenie aufgewiesen hätten, sind in der Gemeinschaft der Psychohistoriker nicht unumstritten, finden dort aber auch viel Übereinstimmung. Dies gilt nicht für die nachfolgend genannten Autoren, die mit ihren Diagnosen weitgehend allein dastehen.

### Neuropsychologische Diagnose: Colin Martindale, Nancy Hasenfus, Dwight Hines (1976)
Die Psychiater Colin Martindale, Nancy Hasenfus und Dwight Hines (University of Maine) vermuteten in einem 1976 veröffentlichten Aufsatz, dass Hitler an einer Unterfunktion der linken Hirnhemisphäre gelitten habe, und berufen sich dabei auf das Zittern seiner linken Gliedmaßen, seine Tendenz zu nach links gewandten Augenbewegungen und das Fehlen des linken Hoden (siehe dazu auch: Adolf Hitlers Monorchie). Als Hinweise darauf, dass Hitlers Verhalten von der rechten Hirnhemisphäre dominiert gewesen sei, werten sie etwa seine Neigung zum Irrationalen, seine akustischen Halluzinationen, seine Hypochondrie und seine unkontrollierten Wutausbrüche. Auch die beiden grundlegenden Elemente seiner politischen Weltanschauung – die Lebensraum-Ideologie und der Antisemitismus – können nach Überzeugung der Autoren als Folge einer Dominanz der rechten Hirnhälfte beschrieben werden.

### Schizotypische Persönlichkeitsstörung: Robert G. L. Waite (1977)
Der amerikanische Historiker Robert G. L. Waite (Williams College), der sich bereits seit 1949 um eine interdisziplinäre Erforschung des Nationalsozialismus bemühte, bei der sowohl geschichtswissenschaftliche als auch psychoanalytische Methoden herangezogen werden, veröffentlichte 1977 seine Studie The Psychopathic God: Adolf Hitler, in der er davon ausging, dass Hitlers Karriere ohne eine Berücksichtigung seiner pathologischen Persönlichkeit nicht verstanden werden könne. Waite trug darin die These vor, dass Hitler an einer sogenannten „Borderline-Persönlichkeitsstörung“ gelitten habe und verweist dabei unter anderem auf Hitlers Ödipuskomplex, sein infantiles Phantasieren, seine sprunghafte Widersprüchlichkeit und seine angebliche Koprophilie und Urophilie. Der Terminus „Borderline-Persönlichkeitsstörung“ entsprach bis zum Ende der 1970er Jahre noch nicht seiner heutigen Bedeutung, sondern bezeichnete eine Störung im Grenzbereich von Neurose und Schizophrenie; Gregory Zilboorg hat dafür den Ausdruck „ambulante Schizophrenie“ geprägt. Waites Auffassung entspricht zum Teil der des Wiener Psychiaters und Buchenwald-Überlebenden Ernest A. Rappaport, der Hitler bereits 1975 als „ambulanten Schizophrenen“ bezeichnet hatte.

### Dangerous Leader Disorder: John D. Mayer (1993)
Der amerikanische Persönlichkeitspsychologe John D. Mayer (University of New Hampshire) veröffentlichte 1993 einen Aufsatz, in dem er für zerstörerische Persönlichkeiten wie Hitler eine eigene psychiatrische Kategorie anregte: ein Dangerous Leader Disorder (DLD; deutsch etwa: „Störung gefährlicher Führer“). Mayer nannte drei Gruppen von symptomatischen Verhaltenseigentümlichkeiten: 1. Gleichgültigkeit (zeigt sich etwa als Mord an Gegnern, Familienangehörigen, Staatsbürgern oder als Völkermord); 2. Intoleranz (zeigt sich etwa als Betreiben von Pressezensur, einer Geheimpolizei oder als Duldung von Folter); 3. Selbstüberhöhung (zeigt sich etwa als Selbsteinschätzung als „Einiger“ eines Volkes, als Aufrüstung oder Überschätzung der eigenen militärischen Macht, als Identifikation mit Religion oder Nationalismus oder als Verkündigung eines „großen Plans“). Mayer verglich Hitler mit Stalin und Saddam Hussein, und erklärtes Ziel seines psychiatrischen Kategorisierungsversuches war es, der internationalen Gemeinschaft ein diagnostisches Instrumentarium in die Hand zu geben, das es ihr erleichtern würde, gefährliche Führerpersönlichkeiten in gegenseitigem Konsens als solche zu erkennen und gegen sie vorzugehen.

### Bipolare Störung: Jablow Hershman, Julian Lieb (1994)
Die Schriftstellerin Jablow Hershman und der Psychiater Julian Lieb veröffentlichten 1994 ihr gemeinsames Buch A Brotherhood of Tyrants, in dem sie auf der Grundlage bekannter biografischer Literatur die These entwickelten, dass Hitler – ebenso wie Napoleon Bonaparte und Stalin – nicht nur manisch-depressiv gewesen sei, sondern dass es gerade diese Störung gewesen sei, die ihn erst in die Politik getrieben und dann zum Diktator gemacht habe. Während viele manisch Depressive in der Psychiatrie enden, treibe dieselbe Störung andere Menschen an, politische Macht zu suchen. Sobald dies gelinge, zeigen die Betroffenen Merkmale psychotischer Tyrannei, wie übertriebenes Selbstbewusstsein und Größenwahn.

### Asperger-Syndrom: Michael Fitzgerald (2004)
Der irische Professor für Kinderpsychiatrie, Michael Fitzgerald, der im Rahmen seiner Autismusstudien seit 1991 eine Fülle von Pathographien herausragender historischer Persönlichkeiten veröffentlicht hat, stuft Adolf Hitler in seinem 2004 veröffentlichten Sammelwerk Autism and creativity als „autistischen Psychopathen“ ein. Als „autistische Psychopathie“ bezeichnete der österreichische Arzt Hans Asperger 1944 das später nach ihm benannte, dem frühkindlichen Autismus verwandte Asperger-Syndrom; mit „Psychopathie“ im Sinne einer antisozialen Persönlichkeitsstörung hat dieses nichts zu tun. Fitzgerald hält viele von Hitlers überlieferten Zügen für ausgesprochen autistisch, besonders seine vielfältigen Obsessionen, seinen starrenden, leblosen Blick, seine soziale Unbeholfenheit, sein geringes Interesse an Frauen, seinen Mangel an persönlichen Freundschaften und seine Neigung zum monologischen Reden, die mit einer Unfähigkeit zu echten Gesprächen verbunden gewesen sei.

## Gegenpositionen
Einige Autoren haben Hitler als zynischen Manipulator oder als Fanatiker beschrieben, aber bestritten, dass er ernsthaft geistig gestört gewesen sei; darunter die britischen Historiker Alan Bullock, Hugh Trevor-Roper und Alan J. P. Taylor, und in jüngerer Zeit auch der Psychiater Manfred Lütz. Der amerikanische Psychologe Glenn D. Walters schrieb 2000: „Vieles in der Debatte über Hitlers langfristigen geistigen Gesundheitszustand ist wahrscheinlich fraglich, denn selbst wenn er an erheblichen psychiatrischen Problemen gelitten hätte, so erlangte er die höchste Macht in Deutschland eher trotz dieser Schwierigkeiten als durch sie.“

### Erik H. Erikson (1950)
Der Psychoanalytiker und Entwicklungspsychologe Erik H. Erikson hat Adolf Hitler ein Kapitel in seinem Buch Kindheit und Gesellschaft gewidmet. Obwohl er in Hitlers Selbstzeugnissen Hinweise auf einen nicht befriedigend gelösten Ödipuskonflikt entdeckt und Hitler als „histrionischen und hysterischen Abenteurer“ bezeichnet, hebt er hervor, dass Hitler ein solcher Schauspieler gewesen sei, dass seine Selbstdarstellung mit gewöhnlichen diagnostischen Mitteln nicht erfasst werden könne. Zwar habe Hitler möglicherweise eine gewisse Psychopathologie aufgewiesen, er sei mit dieser aber äußerst kontrolliert umgegangen und habe sie gezielt eingesetzt.

### Terry L. Brink (1974)
Der Adler-Schüler Terry L. Brink veröffentlichte 1975 einen Aufsatz The case of Hitler, in dem er ebenfalls zu dem Ergebnis gelangte, dass nach einer gewissenhaften Auswertung aller Zeitzeugnisse für eine psychische Störung Hitlers keine ausreichende Beweisgrundlage bestehe. Zwar seien viele von Hitlers Verhaltensweisen als Versuche zu verstehen, eine schwierige Kindheit zu überwinden. Dennoch seien viele der Dokumente und Aussagen, aus denen Schlussfolgerungen auf eine geistige Störung Hitlers gezogen worden sind, unglaubwürdig. Zu stark berücksichtigt worden sei zum Beispiel die alliierte Propaganda sowie Erfindungen von Personen, die sich von Hitler aus persönlichen Motiven heraus zu distanzieren versucht haben.

### Fritz Redlich (1998)
Eine der umfassendsten Hitler-Pathographien stammt von dem Neurologen und Psychiater Fritz Redlich. Redlich, der 1938 aus Österreich in die USA emigrierte, gilt als einer der Begründer der amerikanischen Sozialpsychiatrie. In seinem 1998 veröffentlichten Alterswerk Hitler: Diagnosis of a Destructive Prophet, an dem er 13 Jahre lang arbeitete, gelangt Redlich zu der Überzeugung, dass Hitler zwar genug Paranoia und Abwehrmechanismen gezeigt habe, um „ein psychiatrisches Lehrbuch damit zu füllen“, dass er wahrscheinlich aber nicht psychisch gestört gewesen sei. Seine paranoiden Wahnvorstellungen „könnten als Symptome einer geistigen Störung gesehen werden, der größte Teil der Persönlichkeit funktionierte aber normal“. Hitler habe „gewusst, was er tat, und er tat es mit Stolz und Begeisterung“.

### Hans-Joachim Neumann, Henrik Eberle (2009)
Nach zweijährigem Studium u. a. der Tagebücher von Theo Morell veröffentlichten der Mediziner Hans-Joachim Neumann und der Historiker Henrik Eberle 2009 ihr gemeinsames Buch War Hitler krank?, in dem sie zu dem Schluss kommen: „Für eine medizinisch objektivierbare Geisteskrankheit Hitlers gibt es keine Anzeichen“.